# Yael Abecassis
Yael Abecassis (in ebraico: יעל אבקסיס; Ascalona, 19 luglio 1967) è un'attrice e modella israeliana di origine marocchina.

## Biografia
Yael Abecassis è nata ad Ashkelon da genitori ebrei marocchini. La madre è la cantante Raymonde Abecassis, icona della musica classica marocchina. Inoltre è la nipote del filosofo francese di origini marocchine Armand Abecassis e cugina della scrittrice Éliette Abécassis.
Yael ha iniziato una carriera come modella all'età di 14 anni, comparendo anche in alcuni spot pubblicitari. Il suo debutto cinematografico è avvenuto nel film Pour Sacha, ma la sua fama è dovuta soprattutto alle frequenti collaborazioni con il regista Amos Gitai e al ruolo di Talia Klein nella serie televisiva Hatufim.
Nel 2012 ha fondato una sua casa di produzione, la Cassis Films. Il primo corto che ha prodotto, Aya, è stato candidato ai Premi Oscar 2015.

## Vita privata
Yael è stata sposata dal 1996 al 2003 con l'attore israeliano Lior Miller, dal quale ha avuto un figlio. Nel 2005 si è sposata con l'imprenditore Ronny Douek.

## Politica
Yael ha partecipato a numerose manifestazioni a favore della pace e della creazione di uno stato palestinese a fianco d'Israele. Inoltre, nel 2006 ha fondato l'associazione Lo Spirito delle donne, contro la violenza sulle donne.

## Filmografia parziale

### Cinema
- Pour Sacha, regia di Alexandre Arcady (1991)
- Kadosh, regia di Amos Gitai (1999)
- Ballo a tre passi, regia di Salvatore Mereu (2003)
- Alila, regia di Amos Gitai (2003)
- Vai e vivrai, regia di Radu Mihăileanu (2005)
- Sopravvivere coi lupi (Survivre avec les loups), regia di Vera Belmont (2007)
- Shiva (film), regia di Ronit Elkabetz e Shlomi Elkabetz (2008)
- Lullaby to my father, regia di Amos Gitai (2012)
- Hunting Elephants, regia di Reshef Levi (2013)
- ʿAravim roqdim, regia di Eran Riklis (2014)
- La casa delle estati lontane, regia di Shirel Amitay (2014)
- Rabin, the Last Day, regia di Amos Gitai (2015)

### Televisione
- Maria, figlia del suo figlio - miniserie TV, regia di Fabrizio Costa (2000)
- Hatufim - serie TV (2010-2012)
- Rani - miniserie TV (2011)